# Мерецький Двір
Мерецький Двір (біл. вёска Мярэцкі двор) — село в складі Крупського району Мінської області, Білорусь. Село підпорядковане Бобрській сільській раді, розташоване в східній частині області.